# Tjasker Den Hout
De Tjasker Den Hout was een paaltjasker die sinds 2010 in Den Hout (gemeente Oosterhout) stond. Oorspronkelijk stond hij in Kolderveense Bovenboer, vlak bij het dorp Nijeveen in de gemeente Meppel in Drenthe. Daar werd de naamloze tjasker aangeduid met Tjasker Nijeveen.

De tjasker heeft enkele jaren opgeslagen geweest in molen De Hoop in afwachting van de restauratie, helaas bleek de totale conditie van de molen te slecht om hem nog te kunnen restaureren. In 2018 zijn de restanten van de molen afgevoerd.